# Depo Sokol

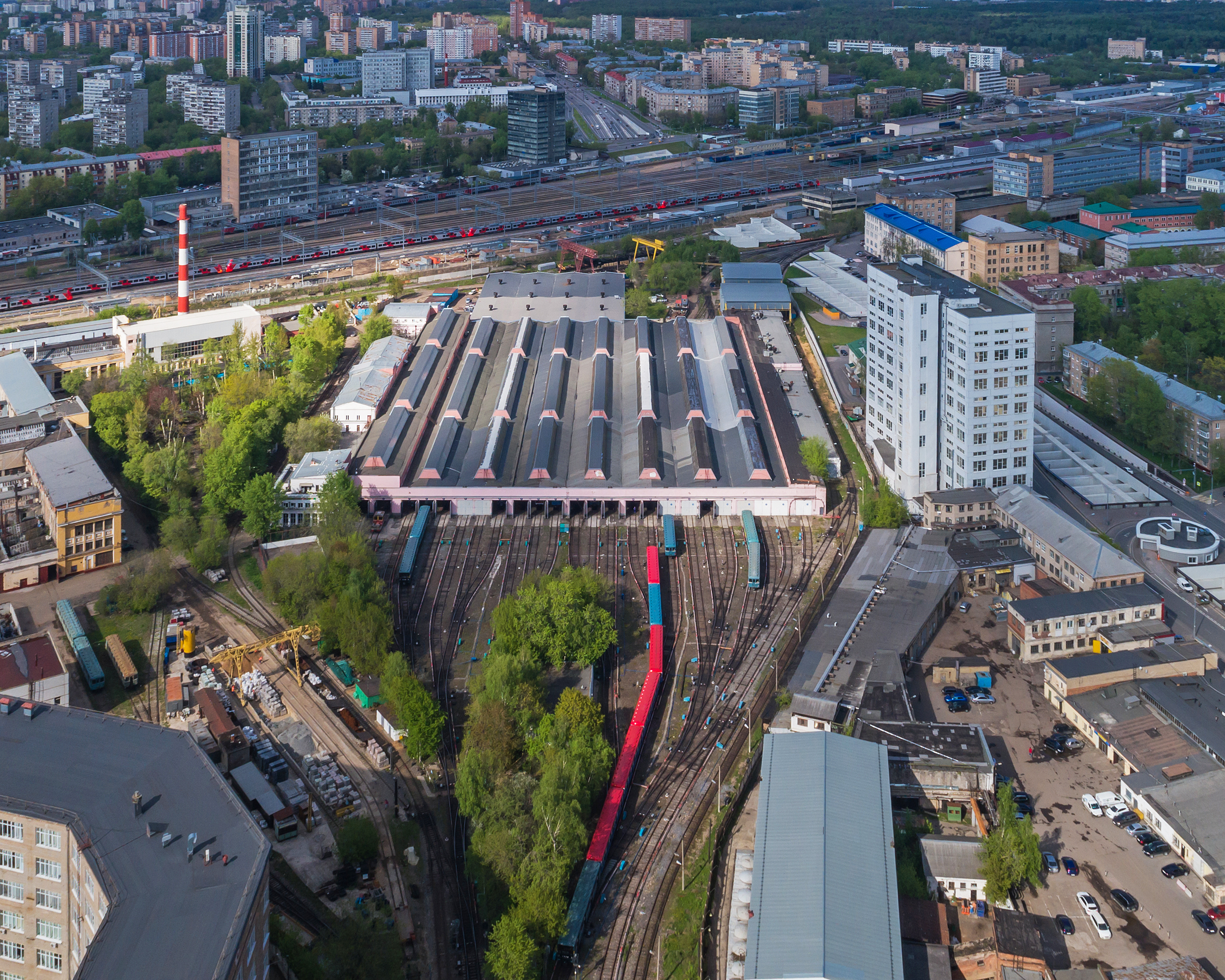

Depo Sokol (rusky электродепо Сокол) je jedním z dep moskevského metra. Zajišťuje technické zázemí pro Zamoskvoreckou linku a nachází se nedaleko stejnojmenné stanice. Otevřeno bylo roku 1938, spolu s prvním úsekem linky.
V minulosti však jeho vytížení bylo jiné. Kromě druhé linky totiž v letech 1939—1941 a 1942—1950 odsud vyjížděly vlaky i na Arbatsko-Pokrovskou linku (poté bylo na té lince vybudováno také depo). Od roku 1969 pak Sokolu vypomáhá na druhé lince i další depo, a to Zamoskvoreckoje v jižní části trasy.
Měnily se i typy vlaků, zde deponované. První vozy, které sem byly přivezeny, byly typů A, (nejstaršího, který kdy v tehdejším SSSR existoval) a B. Soupravy typu G je pak začaly nahrazovat až koncem 40. let. Tento typ byl soustředěn právě do tohoto depa a vypravován na druhou a třetí linku (až do otevření depa Krasňaja presňa). V roce 1950, resp. 1951 pak oba nejstarší typy zmizely nadobro. Na počátku let šedesátých byly do depa Sokol umístěné i prototypy rozšířené soupravy typu E, sériově vyráběné vozy se tu objevily až roku 1963. Poslední z nich odsud vyjížděly ještě v roce 1988. Stejně tomu bylo i u typu Em (1970-1988), typ Ež byl odsud vypravován na druhou linku pak v letech 1977-1982. Roku 1979 došlo k poslední zásadní změně, a to umístění souprav řady 81-71, které jsou dnes na lince i v celé síti metra nejrozšířenější.